# Zápas na Letních olympijských hrách 2016
Soutěže v zápasu na LOH v Rio de Janeiro proběhly v hale Carioca Arena 2 v přilehlé části Ria de Janeira v Barra da Tijuca. V období 14. srpna až 16. srpna 2016 se konala utkání v zápase řecko-římském, od 17. srpna až 21. srpna 2016 utkání v zápase ve volném stylu.

## Kvalifikace
Kvalifikace na olympijské hry v Rio de Janeiro byla dána formou kvalifikačních turnajů. Zápasníci – klasici (pouze muži) bojovali o kvalifikační místo pro svoji zemi na mistrovství světa v zápasu řecko-římském 2015 a v roce 2016 na speciálně určených turnajích pro kvalifikaci na olympijské hry. Kvalifikace na olympijské hry se mohl účastnit klasik narozený 31. prosince 1997 a starší. Klasik narozený/á v roce 1998 musel doložit lékařské potvrzení o způsobilosti zápasit s dospělými. Nejmladšímu účastníkovi olympijských her v zápase tak může být cca 17 let a 230 dní.
Zápasníci – volnostylaři a zápasnice – volnostylařky bojovali o kvalifikační místo pro svoji zemi na mistrovství světa v zápasu ve volném stylu 2015 a v roce 2016 na speciálně určených turnajích pro kvalifikaci na olympijské hry. Kvalifikace na olympijské hry se mohl účastnit volnostylař/ka narozený 31. prosince 1997 a starší. Volnostylař/ka narozený/á v roce 1998 musel/a doložit lékařské potvrzení o způsobilosti zápasit s dospělými. Nejmladšímu účastníkovi olympijských her v zápase tak může být cca 17 let a 230 dní.

### Program - řecko-římský
- NE – 14.08.2016 – pérová a velterová váha (−59 kg, −75 kg)
- PO – 15.08.2016 – střední a supertěžká váha (−85 kg, −130 kg)
- ÚT – 16.08.2016 – lehká a těžká váha (−66 kg, −98 kg)

### Program - volný styl

#### Ženy
- ST – 17.08.2016 – bantamová, velterová a lehká těžká váha (−48 kg, −58 kg, −69 kg)
- ČT – 18.08.2016 – pérová, střední a těžká váha (−53 kg, −63 kg, −75 kg)

#### Muži
- PÁ – 19.08.2016 – bantamová a velterová váha (−57 kg, −74 kg)
- SO – 20.08.2016 – střední a supertěžká váha (−86 kg, −125 kg)
- NE – 21.08.2016 – lehká a těžká váha (−65 kg, −97 kg)

## Česká stopa
řecko-římský
- bez české účasti

volný styl
- -63 kg – Adéla Hanzlíčková (PSK Olymp Praha)

## Medailisté

### Řecko-římský zápas
| Kategorie | Zlato                  | Stříbro                | Bronz                    | Bronz                  |
| --------- | ---------------------- | ---------------------- | ------------------------ | ---------------------- |
| -59 kg    | Ismael Borrero (CUB)   | Šinobu Óta (JPN)       | Elmurat Tasmuradov (UZB) | Stig André Berge (NOR) |
| -66 kg    | Davor Štefanek (SRB)   | Miran Arutjunjan (ARM) | Šmagi Bolkvadze (GEO)    | Rasul Čunajev (AZE)    |
| -75 kg    | Roman Vlasov (RUS)     | Mark Madsen (DEN)      | Kim Hjon-u (KOR)         | Saíd Abdeválí (IRI)    |
| -85 kg    | Davit Čakvetadze (RUS) | Žan Beleňuk (UKR)      | Džavid Gamzatov (BLR)    | Denis Kudla (GER)      |
| -98 kg    | Artur Aleksanjan (ARM) | Yasmany Lugo (CUB)     | Cenk İldem (TUR)         | Gásem Rezáí (IRI)      |
| -130 kg   | Mijaín López (CUB)     | Rıza Kaya'alp (TUR)    | Sabáh Šaríatí (AZE)      | Sergej Semjonov (RUS)  |

### Volný styl

#### Muži
| Kategorie | Zlato                        | Stříbro               | Bronz                   | Bronz                   |
| --------- | ---------------------------- | --------------------- | ----------------------- | ----------------------- |
| -57 kg    | Vladimer Chinčegašvili (GEO) | Rei Higuči (JPN)      | Hadži Alijev (AZE)      | Hasan Rahímí (IRI)      |
| -65 kg    | Soslan Ramonov (RUS)         | Togrul Asgarov (AZE)  | Frank Chamizo (ITA)     | Ixtiyor Navroʻzov (UZB) |
| -74 kg    | Hasan Jazdání (IRI)          | Aniuar Gedujev (RUS)  | Džabrajil Hasanov (AZE) | Soner Demirtaş (TUR)    |
| -86 kg    | Abdulrašid Sadulajev (RUS)   | Selim Yaşar (TUR)     | Šarif Šarifov (AZE)     | J'den Cox (USA)         |
| -97 kg    | Kyle Snyder (USA)            | Chetag Gozjumov (AZE) | Albert Saritov (ROU)    | Magomed Ibragimov (UZB) |
| -125 kg   | Taha Akgül (TUR)             | Komejl Gásemí (IRI)   | Ibragim Sajidov (BLR)   | Geno Petrijašvili (GEO) |

### Volný styl (ženy)
| Kategorie | Zlato                   | Stříbro                   | Bronz                        | Bronz                     |
| --------- | ----------------------- | ------------------------- | ---------------------------- | ------------------------- |
| -48 kg    | Eri Tósakaová (JPN)     | Marija Stadnyková (AZE)   | Sun Ja-nan (CHN)             | Elica Jankovová (BUL)     |
| -53 kg    | Helen Maroulisová (USA) | Saori Jošidaová (JPN)     | Natalija Synyšynová (AZE)    | Sofia Mattssonová (SWE)   |
| -58 kg    | Kaori Ičová (JPN)       | Valerija Koblovová (RUS)  | Marwa Amriová (TUN)          | Sakshi Maliková (IND)     |
| -63 kg    | Risako Kawaiová (JPN)   | Marija Mamašuková (BLR)   | Jekatěrina Larionovová (KAZ) | Monika Michaliková (POL)  |
| -69 kg    | Sara Došóová (JPN)      | Natalja Vorobjovová (RUS) | Elmira Syzdykovová (KAZ)     | Jenny Franssonová (SWE)   |
| -75 kg    | Erica Wiebeová (CAN)    | Güzel Manjurovová (KAZ)   | Čang Feng-liou (CHN)         | Jekatěrina Bukinová (RUS) |

## Přehled medailí
| Pořadí    | Země                   | Zlato | Stříbro | Bronz | Celkově |
| --------- | ---------------------- | ----- | ------- | ----- | ------- |
| 1         | Rusko                  | 4     | 3       | 2     | 9       |
| 2         | Japonsko               | 4     | 3       | 0     | 7       |
| 3         | Kuba                   | 2     | 1       | 0     | 3       |
| 4         | Spojené státy americké | 2     | 0       | 1     | 3       |
| 5         | Turecko                | 1     | 2       | 2     | 5       |
| 6         | Írán                   | 1     | 1       | 3     | 5       |
| 7         | Arménie                | 1     | 1       | 0     | 2       |
| 8         | Gruzie                 | 1     | 0       | 2     | 3       |
| 9         | Kanada                 | 1     | 0       | 0     | 1       |
| 9         | Srbsko                 | 1     | 0       | 0     | 1       |
| 11        | Ázerbájdžán            | 0     | 3       | 6     | 9       |
| 12        | Bělorusko              | 0     | 1       | 2     | 3       |
| 12        | Kazachstán             | 0     | 1       | 2     | 3       |
| 14        | Dánsko                 | 0     | 1       | 0     | 1       |
| 14        | Ukrajina               | 0     | 1       | 0     | 1       |
| 16        | Uzbekistán             | 0     | 0       | 3     | 3       |
| 17        | Čína                   | 0     | 0       | 2     | 2       |
| 17        | Švédsko                | 0     | 0       | 2     | 2       |
| 19        | Bulharsko              | 0     | 0       | 1     | 1       |
| 19        | Německo                | 0     | 0       | 1     | 1       |
| 19        | Indie                  | 0     | 0       | 1     | 1       |
| 19        | Itálie                 | 0     | 0       | 1     | 1       |
| 19        | Norsko                 | 0     | 0       | 1     | 1       |
| 19        | Polsko                 | 0     | 0       | 1     | 1       |
| 19        | Rumunsko               | 0     | 0       | 1     | 1       |
| 19        | Jižní Korea            | 0     | 0       | 1     | 1       |
| 19        | Tunisko                | 0     | 0       | 1     | 1       |
| Celkem 27 | Celkem 27              | 18    | 18      | 36    | 72      |